# Graham Gouldman
Graham Keith Gouldman, né le 10 mai 1946 à Broughton dans le Lancashire (Angleterre), est un chanteur, musicien et auteur-compositeur anglais, fondateur et membre du groupe 10cc. Son style musical est le soft rock et la musique pop, il joue de la guitare et de la basse.

## Carrière
Gouldman a joué dans de nombreux groupes de Manchester à partir de 1963, notamment High Spots, the Crevattes, the Planets and the Whirlwinds. Ce dernier groupe The Whirlwinds, qui comprennait outre Gouldman guitare et chant, Stephen Jacobson guitare et bongos, Bernard Basso basse et chant et Maurice Sperling batterie, a obtenu un contrat d'enregistrement avec HMV, publiant un single de la chanson de Buddy Holly Look at Me/Baby Not Like You, écrit par le futur membre du groupe 10cc Lol Creme, en juin 1964.
Il est l'auteur de For Your Love, une chanson qui permit aux Yardbirds d'atteindre le sommets des hit-parades, également de Heart Full of Soul et Evil Hearted You (pour ces mêmes Yardbirds), de Look Through Any Window et Bus Stop (pour les Hollies) ainsi que No Milk Today, Listen People et East West pour Herman's Hermits.
Les chansons écrites par Gouldman ont attiré l'attention des producteurs Jerry Kasenetz et Jeff Katz spécialisés dans le bubblegum. Ils l'engagent pour leur composer des chansons simples et accrocheuses. Il écrira et chantera la pièce Sausalito (Is the Place to Go).
En 1972, il fonde le groupe 10cc, avec lequel il fera la plus grande partie de sa carrière.
Il fonde le groupe Wax, actif de 1983 à 1990, avec Andrew Gold, qui sort son premier album, Magnetic Heaven, en 1986.
Il est aussi producteur, notamment pour l'album Pleasant Dreams des Ramones.
Il compose aussi la bande originale d'AnimalOlympic, film d'animation de 1980.

## Discographie

### Albums
- The Graham Gouldman Thing (1968)
- Animalympics (1980)
- And Another Thing... (2002)
- Love and Work (2012)
- Modesty Forbids (2020)
- I Have Notes (2024)

### Singles
- Stop Stop Stop (or Honey, I'll Be Gone) (1966)
- The Impossible Years (1968)
- Upstairs, Downstairs (1968)
- Pamela, Pamela (1968)
- Windmills of Your Mind (1969)
- Nowhere to Go (1972)
- Sunburn (1979)
- Love's Not for Me (Rene's Song) (1980)
- Dancing Days (2002)
- Floating in Heaven (2022)